# Concilio de Plasencia

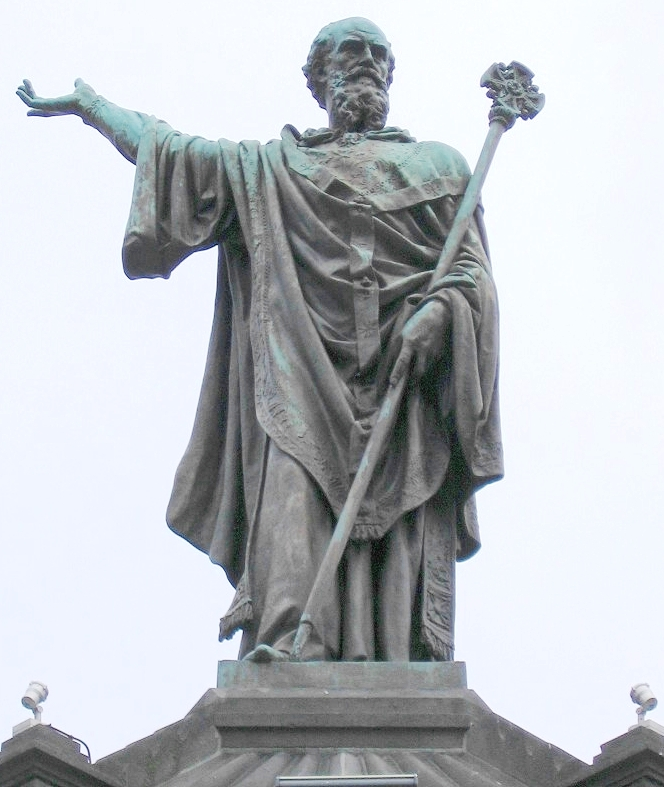
Estatua del Papa Urbano II en Clermont (Clermont-Ferrand).

El Concilio de Piacenza fue un sínodo de la Iglesia católica que tuvo lugar entre el 1 de marzo y el 5 de marzo de 1095 en Piacenza (en español, suele denominarse Plasencia).
El concilio ocurrió tras la Querella de las Investiduras, un importante conflicto político que enfrentó al Papa con el emperador del Sacro Imperio Romano-Germánico en relación con la designación y nombramiento de prelados y arzobispos germánicos. La lucha fue de tal modo que el emperador intentó deponer al papa Gregorio VII y hacer elegir en su lugar un tal Guiberto, quien se convirtió en el antipapa Clemente III.
El concilio se celebró al final de la gira del papa Urbano II por Italia y Francia, que realizó para reafirmar su autoridad tras la controversia de investidura con el emperador Enrique IV. El papa salió vencedor de este conflicto y decidió convocar a los obispos de Italia, Borgoña, Francia, Baviera y otras provincias para un concilio que tuvo lugar en Piacenza en la Cuaresma de 1095. Asistieron 200 obispos, 4.000 eclesiásticos y 30.000 laicos. El gran número de asistentes obligó a celebrar el concilio fuera de la ciudad.
El emperador bizantino Alejo I Comneno envió una embajada a este concilio para pedir ayuda a Urbano II contra los turcos. Urbano aceptó, con la esperanza de que, al ayudar a las iglesias orientales en este momento de gran necesidad, acabaría con el Gran Cisma de Oriente de 40 años atrás y reuniría a la Iglesia cristiana bajo el dominio papal, como «obispo y prelado máximo de todo el mundo».

## Cánones adoptados
El texto oficial de los cánones aprobados no se ha conservado. Actualmente se conocen dos versiones, una a partir del relato del cronista contemporáneo Bernold de Constance, la otra a partir de un documento que cita quince capitula statutorum del concilio.
Los cánones mencionados por Bernold son:
1. Nadie debe ser admitido a hacer penitencia a menos que renuncie al concubinato, al odio o a cualquier otro pecado mortal;
2. ningún sacerdote debe ser admitido a hacer penitencia si no es por comisión de su obispo;
3. no se debe negar la Eucaristía a quienes se confiesen de manera satisfactoria y pertenezcan solo en cuerpo al partido de los excomulgados[3] sin tomar parte en su servicio divino;
4. la herejía de los simoníacos es condenada;
5. se condena la de los nicolaítas;
6. se anatematiza la herejía de Berengario; se declara que el pan y el vino consagrados en el altar son cambiados vere et essentialiter ["verdadera y esencialmente"] y no solo figure el cuerpo y sangre del Señor;
7. se pronuncia el anatema contra Guiberto (el antipapa Clemente III) y sus seguidores;
8. no se exigirá nada para la confirmación, el bautismo o los entierros;
9. se fijan los ayunos de los cuatro tiempos para la primera semana de Cuaresma, la semana de Pentecostés, la tercera semana de septiembre y la tercera semana de diciembre.

Los quince capitula statutorum son los siguientes:
1. Confirmación de las ordenanzas de los papas contra los simoníacos;
2. todas las consagraciones obtenidas por dinero son nulas;
3. la consagración por un simoníaco de una persona elegida de manera no simoníaca, cuando ésta puede demostrar ignorancia de la indignidad de su consagrante, conserva todos sus efectos;
4. si el elegido conocía a su consagrador simoníaco, la consagración es nula;
5. quien, siendo aún niño, obtuvo una iglesia a un precio pagado por sus padres, puede, por tolerancia, conservarla si se compromete a vivir de manera canónica;
6. aquellos que, siendo adultos, han obtenido una iglesia por dinero, pueden por tolerancia servir en otra iglesia con el mismo rango, y si esto no es posible, servir en la misma iglesia con un rango inferior;
7. aquel que fue ordenado canónicamente antes de una adquisición simoníaca, conservará su rango si devuelve lo adquirido a precio de dinero;
8. las consagraciones hechas por el heresiarca Guiberto desde su condena, no son válidas;
9. idem para las consagraciones hechas por todos los demás heresiarcas, y particularmente los excomulgados o aquellos que usurparon las sedes episcopales durante la vida de sus predecesores;
10. las personas consagradas por obispos regularmente ordenados que luego se convirtieron en cismáticos están autorizados a conservar su rango, si demuestran ser dignos de él desde el punto de vista de la moral y la ciencia;
11. aquellos que en adelante se hayan consagrado por los cismáticos no podrán beneficiarse de esta tolerancia;
12. esta tolerancia, impuesta por la fuerza de las circunstancias, no puede perjudicar los santos cánones;
13. este canon es idéntico al octavo canon citado por Bernold;
14. este canon es idéntico al noveno canon citado por Bernold;
15. el que es ordenado en una iglesia debe permanecer en esa iglesia y nadie puede poseer dos iglesias.